# Krusty Gets Kancelled
«Krusty Gets Kancelled» (с англ. — «Сокращение Красти») — заключительная двадцать вторая серия четвёртого сезона «Симпсонов». Премьерный показ состоялся 13 мая 1993 года.

## Сюжет
После успешной рекламной кампании на Спрингфилдском телевидении начинается новое детское развлекательное шоу: говорящая деревянная кукла по имени Гэббо. Шоу жестко конкурирует с шоу клоуна Красти. Своей коронной фразой «Я плохой невоспитанный мальчик» Гэббо покоряет целевую аудиторию детских телешоу. Поначалу Красти пренебрежительно относится к конкуренту, однако его рейтинги неуклонно падают. Красти пытается различными способами, вплоть до плагиата, вернуть популярность своей программе, но всё безрезультатно. В конце концов, его шоу закрывают. Оставшись без работы, Красти впадает в депрессию.
Барт недоволен отменой программы своего кумира. Вначале он пытается скомпрометировать Гэббо, но его провокация не достигает цели.
Барт с Лизой приходят к Красти в гости. Там они видят его фотографии в компании с различными звёздами: Элизабет Тейлор, Люк Перри, Бетт Мидлер и другими. Лизе приходит в голову мысль, что если бы все эти люди выступили бы в шоу Красти, то оно получило бы достаточно высокий рейтинг. Эта идея приходится Красти по душе. Он отдает Барту и Лизе свою записную книжку с адресами звёзд, и они идут приглашать звёзд для участия в шоу. В итоге им удается собрать всех, кроме Элизабет Тейлор (её агент отказал детям прежде, чем они смогли поговорить с ней). Кроме того, Барт хитростью уговорил принять участие в шоу группу Red Hot Chili Peppers, приглашенную Мо Сизлаком в свою таверну для привлечения клиентов.
«Особое шоу Красти» проходит с большим успехом. «Надо уволить агента» — решает Элизабет Тейлор, сидя перед телевизором, по которому идет шоу, и полируя бриллиант на своем кольце.
Успех шоу все отмечают в таверне у Мо.

## Культурные отсылки
- Имя «Гэббо» — отсылка к фильму Великий Гэббо 1929 года[2]. Сцена с его песней содержит несколько отсылок к фильму 1940 года Пиноккио (англ. Pinocchio)[3].
- Сцена, в которой Красти просит Red Hot Chili Peppers изменить слова в их песне «Give It Away» — отсылка к требованию Эда Салливана группе The Doors изменить слова их песни «Light My Fire». Позы Red Hot Chili Peppers на сцене в шоу Красти основаны на фильме Дорз об одноимённой группе[4].
- Музыкальное произведение, которое Хью Хефнер исполняет на винных бокалах — «Петя и волк» Сергея Прокофьева[5].

## Производство
Сценаристы серии посчитали идею с закрытием шоу Красти отличной возможностью пригласить сразу нескольких звёзд. До этого они уже поступали так в серии «Homer at the Bat» (в которой участвовали несколько игроков Главной лиги бейсбола), и они надеялись повторить успех той серии. Исполнительный продюсер Майк Рейсс назвал этот эпизод «ночным кошмаром», потому что некоторые знаменитости в последний момент отказались от участия в съемках данной серии, и её сценарий пришлось несколько раз переписать.
Первоначально планировалось, что одной из приглашенных знаменитостей должен был стать один из экс-президентов США. Каждому из живших в то время экс-президентов были направлены соответствующие приглашения, но все они были отвергнуты. Бетти Мидлер согласилась участвовать в создании серии при условии, что в ней будет упомянута её антимусорная кампания. Элизабет Тейлор одновременно с участием в этой серии записала также озвучку Мэгги Симпсон для серии Lisa's First Word.
Работы по озвучиванию приглашенных звёзд продолжались несколько месяцев.
Мультфильм «Рабочий и паразит» («Трудяга и лентяй», в оригинале — СФИР et SEqОНЖ), который Красти запускал вместо Шоу Щекотки и Царапки в этой серии — отсылка к некоторым советским мультфильмам, в частности, стиль напоминает мультфильм «Большие неприятности», а также это отсылка к мультфильмам о Томе и Джерри 1961—1962 гг., когда их делал чехословацкий мультипликатор Джин Деич. Силверман заявлял, что источником вдохновения "Рабочего и Паразита" послужил мультфильм 1961 г. "Суррогат", снятый на студии Загреб-фильм и получивший в 1962 году "Оскар" в номинации "Лучший короткометражный фильм". Название мультфильма — отсылка к композиции «Рабочий и колхозница». Заставка мультфильма «Рабочий и паразит» выполнена с использованием псевдокирилицы. А в конце на латинице написано: «ENDUT! HOCH HECH!» Как объяснил в аудиокомментарии к DVD-изданию 4-го сезона сценарист серии, Джон Шварцвельдер, эта фраза бессмысленна Но там же, в конце, мы слышим вполне русскую реплику Щекотки-Паразита «Заводская, урряйся (убирайся?) к чёрту!». Хоть после этого эпизода Рабочий и паразит больше не появлялись в сериале, но зато они появились в комиксах, где уже говорили на вполне внятном английском.